# José Antonio Reyes
Pour les articles homonymes, voir José Reyes et Reyes.
José Antonio Reyes, né le 1er septembre 1983 à Utrera (Province de Séville, Espagne) et mort le 1er juin 2019 à Alcalá de Guadaíra (Province de Séville, Espagne), était  un footballeur espagnol évoluant au poste de milieu offensif ou attaquant.
Il est connu pour avoir renversé le score lors de la dernière journée de Liga de la saison 2006/07 après son entrée en jeu, offrant ainsi le titre de champion au Real Madrid.

## Biographie

### Reyes au Séville FC

#### Formation (1994-1999)
José Antonio Reyes est né à Utrera, une ville au sud-est de Séville. Il rejoint les rangs de l'équipe de jeunes du Séville FC à l'âge de 10 ans. Son talent est tel qu'il devient la figure de l'équipe jeune jusqu'en 1999 où il signe un contrat avec l'équipe première, il a alors 15 ans.

#### Professionnel précoce (1999-2004)
Il fait ses débuts en équipe première en tant que remplaçant lors d'une rencontre contre le Real Saragosse avant d'être appelé chez les moins de 17 ans espagnols pour les Championnats d'Europe des moins de 17 ans.
Reyes se construit la réputation d'un avant aux talents multiples jouant aussi bien au poste d'ailier gauche que d'avant-centre. Ses 24 buts en 96 matchs avec Séville attirent l'attention des autres clubs espagnols et européens.

### Départ pour Arsenal (2004-2007)
Bien que l'entraîneur du Séville FC, Joaquín Caparrós, veuille le garder, Reyes est transféré à Arsenal le 28 janvier 2004, contre un chèque de 20 millions d'euros. Il fait ses débuts le 1er février lors de la victoire 2-1 contre Manchester City. Deux jours plus tard, il marque son premier but contre Middlesbrough lors de la League Cup. Quelques jours plus tard il marque à deux reprises contre Chelsea, éliminant les Blues de la Coupe d'Angleterre. Il a aussi marqué contre Chelsea lors des quarts de finale de la Ligue des champions et ses buts lors des deux derniers matchs de la saison permirent à Arsenal de rester invaincu dans le championnat durant la saison 2003-2004.
Son coup du chapeau lors des matchs amicaux de l'été 2004 démontrent ses progrès, Reyes devient ainsi influent dans le début impressionnant d'Arsenal lors de la saison 2004-2005 durant laquelle il marque 16 buts en 30 matchs. Cependant, lors de la défaite contre Manchester United en milieu de saison, il est mis hors du jeu par Gary Neville. Il sera ensuite irrégulier pour le reste de la saison où il ne marquera que trois buts. Au début de 2005, on dit qu'il a le mal du pays même si ses parents, Mari et Francisco, ainsi que son frère Jesús, vivent avec lui en Angleterre. En février 2005, il se fait piéger par une radio espagnole, un imposteur se fait passer pour le président du Real Madrid et parle avec lui d'un possible transfert dans la capitale espagnole. À son insu, Reyes déclare que sa vie à Londres est loin de ce qu'il attendait et qu'il ne serait pas contre un retour au pays. Reyes sous-entend aussi qu'il veut partir de ce club où il y avait de "mauvaises personnes". Le 21 mai 2005, Reyes devient seulement le deuxième joueur de l'histoire à être exclu d'une finale de Coupe d'Angleterre (après Kevin Moran) après avoir reçu un second carton jaune. Il met fin aux rumeurs de transfert en juillet 2005 lorsqu'il signe une prolongation de contrat qui le lie aux Gunners pour six ans encore. Il déclare alors : "Je suis très heureux d'avoir prolongé mon contrat avec Arsenal et j'ai hâte de vivre encore de nombreuses années de succès avec le club".
Lors de la campagne d'Arsenal en Ligue des champions 2005-2006, Reyes offre de solides prestations contre, entre autres, le Real Madrid, la Juventus, Villarreal CF, l'une des meilleures prestations européennes d'Arsenal en date. Le jour de la finale du 17 mai 2006, il est remplaçant contre le FC Barcelone qui bat Arsenal 2-1. Cependant en août 2006 il émet le désir de ne pas jouer les matchs de qualifications de la Ligue des champions 2006-2007 contre le Dinamo Zagreb pour ne pas compromettre un éventuel transfert vers le Real Madrid. Arsène Wenger l'écarte donc du groupe, ce qui ne manque pas de relancer les spéculations sur son futur transfert.
Durant l'été 2006, il est question d'un double transfert vers le Real de Reyes et de son compatriote Cesc Fàbregas  dans la candidature d'Arturo Baldasano à la présidence du club madrilène. Reyes se montre alors intéressé par un départ/retour en Espagne. Après avoir fait deux démentis sur son site officiel quant aux états d'âme de son joueur, Arsenal doit faire face à ses déclarations dans la presse espagnole. Wenger se résout alors aux attentes du Real mais ajoute que ce n'est pas la première fois que le club utilise la voix médiatique pour faire transférer un joueur. Finalement, à la fin de l'été 2006, juste avant la fermeture du mercato, le Real et Arsenal se mettent d'accord sur un échange avec l'international brésilien Julio Baptista sous la forme de prêts d'une saison. Reyes marque son premier but pour le Real le 7 septembre 2006 sur coup franc contre la Real Sociedad. Lors de la dernière journée du championnat 2006-2007 c'est lui qui marque les deux buts qui offrent une victoire 3-1 aux madrilènes et surtout le titre de champion. Durant l'été 2007, Reyes réaffirme son envie de ne pas retourner en Angleterre. Il évoque le mal du pays, le climat londonien réputé pluvieux... On peut cependant se douter que son intégration au sein des Gunners n'a pas été des meilleures. La nomination de Bernd Schuster au poste d'entraîneur du Real le 8 juillet 2007 augmente les chances de José Antonio Reyes de rester à Madrid pour la saison 2007-2008. Le nouvel entraîneur déclare en effet avoir envie de conserver le joueur. Cependant, l'Olympique lyonnais souhaite réaliser un "gros coup" et désire enrôler Reyes. Le joueur n'est pas contre un transfert à l'OL, à condition que son salaire reste le même (200 000 € nets par mois), un effort que le sextuple champion de France est prêt à consentir. Pendant un certain temps, on croit Reyes proche du club lyonnais. Mais la réalité est tout autre.

### Relance à l'Atlético Madrid (2007-2012)
Le joueur souhaite en effet rester dans le championnat espagnol. Le 30 juillet 2007, son désir est exaucé, puisqu'il signe pour quatre ans en faveur de l'autre club de la capitale espagnole, l'Atlético de Madrid. C'est donc finalement en Espagne que Reyes s'établit de nouveau pour un montant de 12 millions d'euros.
Il est placé sur la liste des indésirables durant le mercato estivales 2008, il sera finalement prêté au club portugais du Benfica Lisbonne pour la saison 2008-2009. Le Benfica Lisbonne détient 25 % du contrat de l'espagnol acquis pour 2,5 M€ où il joue 35 matchs pour 6 buts marqués.
À la fin de la saison 2008/2009 Reyes retourne de son prêt à l'Atletico pour y gagner une place de titulaire et espérer une qualification pour une place européenne. Après le départ de l'Argentin Sergio Agüero, il porte le numéro 10.

### Retour au Séville FC (2012-2016)
Le 5 janvier 2012, le Séville FC annonce le retour de José dans son club formateur. En 2014, 2015 et 2016 il gagne la Ligue Europa et en 2015 il termine a la 5e place du championnat. Le 1er juin 2016, il annonce son départ du club.

### Départ pour l'Espanyol de Barcelone (2016-2017)
Le 28 juin 2016, il s'engage pour deux années plus une en option en faveur de l'Espanyol de Barcelone.

### En équipe nationale (2003-2006)
Reyes effectue sa première sélection en septembre 2003 contre le Portugal. Cependant il ne fait pas partie de l'équipe de Iñaki Sáez pour l'Euro 2004. Bien que Reyes ait été appelé régulièrement en équipe nationale, il compte seulement 21 sélections et 4 buts. En effet le sélectionneur, Luis Aragonés, lui préfère Fernando Torres, David Villa ou Luis Garcia en attaque.

### Décès
José Antonio Reyes meurt dans un accident de la route le 1er juin 2019. La voiture qu'il conduit fait une brutale sortie de route vers 11 heures 40 sur l'autoroute A-376 qui relie Utrera à Séville, sur une section traversant la commune d'Alcalá de Guadaíra,. D'après les éléments de l'enquête, il roulait à 187 km/h avec un pneu sous-gonflé qui a éclaté avec la vitesse de son véhicule. L’un de ses cousins meurt également lors de l'accident. Une troisième personne s’en sort avec de graves brûlures.

## Statistiques
| Saison                | Club                      | Championnat           | Championnat | Championnat | Championnat | Coupe(s) nationale(s) | Coupe(s) nationale(s) | Coupe(s) nationale(s) | Compétition(s) continentale(s) | Compétition(s) continentale(s) | Compétition(s) continentale(s) | Compétition(s) continentale(s) | Autres compétitions | Autres compétitions | Autres compétitions | Autres compétitions | Espagne | Espagne | Espagne | Total | Total | Total |
| Saison                | Club                      | Division              | M.          | B.          | P.d.        | M.                    | B.                    | P.d.                  | Comp.                          | M.                             | B.                             | P.d.                           | Comp.               | M.                  | B.                  | P.d.                | M.      | B.      | P.d.    | M.    | B.    | P.d.  |
| 1999-2000             | Séville FC B              | 3                     | 32          | 1           | -           | -                     | -                     | -                     | -                              | -                              | -                              | -                              | -                   | -                   | -                   | -                   | -       | -       | -       | 32    | 1     | 0     |
| 1999-2000             | Séville FC                | 1                     | 1           | 0           | 0           | -                     | -                     | -                     | -                              | -                              | -                              | -                              | -                   | -                   | -                   | -                   | -       | -       | -       | 1     | 0     | 0     |
| 2000-2001             | Séville FC                | 2                     | 1           | 0           | 0           | 1                     | 0                     | 0                     | -                              | -                              | -                              | -                              | -                   | -                   | -                   | -                   | -       | -       | -       | 2     | 0     | 0     |
| 2001-2002             | Séville FC                | 1                     | 29          | 8           | 2           | 1                     | 0                     | 0                     | -                              | -                              | -                              | -                              | -                   | -                   | -                   | -                   | -       | -       | -       | 30    | 8     | 2     |
| 2002-2003             | Séville FC                | 1                     | 34          | 8           | 7           | 4                     | 2                     | 0                     | -                              | -                              | -                              | -                              | -                   | -                   | -                   | -                   | -       | -       | -       | 38    | 10    | 7     |
| 2003-2004             | Séville FC                | 1                     | 21          | 5           | 5           | 4                     | 1                     | 0                     | -                              | -                              | -                              | -                              | -                   | -                   | -                   | -                   | 4       | 2       | 1       | 29    | 8     | 6     |
| 2003-2004             | Arsenal FC                | 1                     | 13          | 2           | 1           | 4                     | 2                     | 0                     | C1                             | 4                              | 1                              | 0                              | -                   | -                   | -                   | -                   | -       | -       | -       | 21    | 5     | 1     |
| 2004-2005             | Arsenal FC                | 1                     | 30          | 9           | 10          | 6                     | 1                     | 0                     | C1                             | 8                              | 1                              | 2                              | CS                  | 1                   | 1                   | 1                   | 8       | 0       | 2       | 53    | 12    | 15    |
| 2005-2006             | Arsenal FC                | 1                     | 26          | 5           | 10          | 5                     | 1                     | 1                     | C1                             | 12                             | 0                              | 4                              | CS                  | 1                   | 0                   | 0                   | 8       | 2       | 1       | 52    | 8     | 16    |
| 2006-2007             | Real Madrid (prêt)        | 1                     | 30          | 6           | 2           | 4                     | 0                     | 0                     | C1                             | 4                              | 1                              | 1                              | -                   | -                   | -                   | -                   | 1       | 0       | 0       | 39    | 7     | 3     |
| 2007-2008             | Atlético Madrid           | 1                     | 26          | 0           | 3           | 5                     | 0                     | 1                     | C3                             | 6                              | 0                              | 1                              | -                   | -                   | -                   | -                   | -       | -       | -       | 37    | 0     | 5     |
| 2008-2009             | Benfica Lisbonne (prêt)   | 1                     | 24          | 4           | 7           | 6                     | 1                     | 0                     | C3                             | 5                              | 1                              | 1                              | -                   | -                   | -                   | -                   | -       | -       | -       | 35    | 6     | 8     |
| 2009-2010             | Atlético Madrid           | 1                     | 30          | 2           | 5           | 9                     | 1                     | 4                     | C1+C3                          | 6+8                            | 0+1                            | 0+3                            | -                   | -                   | -                   | -                   | -       | -       | -       | 53    | 4     | 12    |
| 2010-2011             | Atlético Madrid           | 1                     | 34          | 6           | 7           | 5                     | 0                     | 0                     | C3                             | 4                              | 0                              | 2                              | SU                  | 1                   | 1                   | 0                   | -       | -       | -       | 44    | 7     | 9     |
| 2011-2012             | Atlético Madrid           | 1                     | 13          | 0           | 2           | 0                     | 0                     | 0                     | C3                             | 7                              | 3                              | 2                              | -                   | -                   | -                   | -                   | -       | -       | -       | 20    | 3     | 4     |
| 2011-2012             | Séville FC                | 1                     | 19          | 1           | 4           | 1                     | 0                     | 0                     | -                              | -                              | -                              | -                              | -                   | -                   | -                   | -                   | -       | -       | -       | 20    | 1     | 4     |
| 2012-2013             | Séville FC                | 1                     | 26          | 4           | 6           | 6                     | 0                     | 1                     | -                              | -                              | -                              | -                              | -                   | -                   | -                   | -                   | -       | -       | -       | 32    | 4     | 7     |
| 2013-2014             | Séville FC                | 1                     | 21          | 0           | 6           | 1                     | 0                     | 0                     | C3                             | 12                             | 2                              | 1                              | -                   | -                   | -                   | -                   | -       | -       | -       | 34    | 2     | 7     |
| 2014-2015             | Séville FC                | 1                     | 19          | 3           | 4           | 4                     | 1                     | 1                     | C3                             | 13                             | 1                              | 2                              | SU                  | 1                   | 0                   | 0                   | -       | -       | -       | 37    | 5     | 7     |
| 2015-2016             | Séville FC                | 1                     | 24          | 1           | 1           | 5                     | 2                     | 0                     | C1+C3                          | 2+2                            | 0+0                            | 0+2                            | SU                  | 1                   | 1                   | 0                   | -       | -       | -       | 34    | 4     | 3     |
| 2016-2017             | Espanyol de Barcelone     | 1                     | 21          | 3           | 4           | 2                     | 1                     | 1                     | -                              | -                              | -                              | -                              | -                   | -                   | -                   | -                   | -       | -       | -       | 23    | 4     | 5     |
| 2017-2018             | Cordoue CF                | 2                     | 17          | 1           | 4           | -                     | -                     | -                     | -                              | -                              | -                              | -                              | -                   | -                   | -                   | -                   | -       | -       | -       | 17    | 1     | 4     |
| 2018                  | Xinjiang Tianshan Leopard | 2                     | 14          | 4           | 7           | -                     | -                     | -                     | -                              | -                              | -                              | -                              | -                   | -                   | -                   | -                   | -       | -       | -       | 14    | 4     | 7     |
| 2018-2019             | Extremadura UD            | 2                     | 9           | 0           | 1           | -                     | -                     | -                     | -                              | -                              | -                              | -                              | -                   | -                   | -                   | -                   | -       | -       | -       | 9     | 0     | 1     |
| Total sur la carrière | Total sur la carrière     | Total sur la carrière | 514         | 73          | 98          | 73                    | 13                    | 9                     | -                              | 93                             | 11                             | 21                             | -                   | 5                   | 3                   | 1                   | 21      | 4       | 4       | 706   | 104   | 133   |

### Buts internationaux
| Buts internationaux de José Antonio Reyes | Buts internationaux de José Antonio Reyes | Buts internationaux de José Antonio Reyes           | Buts internationaux de José Antonio Reyes | Buts internationaux de José Antonio Reyes | Buts internationaux de José Antonio Reyes | Buts internationaux de José Antonio Reyes |
| 0                                         | Date                                      | Lieu                                                | Adversaire                                | Score                                     | Résultats                                 | Compétitions                              |
| ----------------------------------------- | ----------------------------------------- | --------------------------------------------------- | ----------------------------------------- | ----------------------------------------- | ----------------------------------------- | ----------------------------------------- |
| 1                                         | 11 octobre 2003                           | Stade Républicain Vazgen-Sargsian, Yerevan, Arménie | Arménie                                   | 0-3                                       | 0-4                                       | Éliminatoires Euro 2004                   |
| 2                                         | 11 octobre 2003                           | Stade Républicain Vazgen-Sargsian, Yerevan, Arménie | Arménie                                   | 0-4                                       | 0-4                                       | Éliminatoires Euro 2004                   |
| 3                                         | 1er mars 2006                             | Stade José-Zorrilla, Valladolid, Espagne            | Côte d'Ivoire                             | 2-1                                       | 3-2                                       | Match amical                              |
| 4                                         | 3 juin 2006                               | Stade Martínez-Valero, Elche, Espagne               | Égypte                                    | 2-0                                       | 2-0                                       | Match amical                              |

## Palmarès
Il remporte notamment la Ligue Europa cinq fois (deux fois avec l'Atlético de Madrid et trois fois avec le Séville FC).
- Séville FC
  - Champion d'Espagne D2 : 2001
  - Vainqueur de la Ligue Europa : en 2014, 2015 et 2016
- Arsenal FC
  - Champion d'Angleterre : 2004
  - Vainqueur du Community Shield : 2004
  - Vainqueur de la Coupe d'Angleterre : 2005
  - Finaliste de la Ligue des champions : 2006
- Real Madrid CF
  - Champion d'Espagne : 2007
- Benfica Lisbonne
  - Vainqueur de la Coupe de la Ligue portugaise : 2008
- Atlético de Madrid
  - Vainqueur de la Ligue Europa : 2010 et 2012
  - Finaliste de la Coupe d'Espagne : 2010
  - Vainqueur de la Supercoupe de l'UEFA : 2010
- Équipe d'Espagne des moins de 19 ans de football
  - Vainqueur du Championnat d'Europe de football des moins de 19 ans : 2002

## Distinctions
- Joueur du mois du championnat d'Angleterre en août 2004
- Élu meilleur buteur et meilleur joueur de la Supercoupe de l'UEFA en 2010